# Luigi Carpaneda
Luigi Arturo Carpaneda (ur. 28 listopada 1925 w Mediolanie, zm. 14 grudnia 2011 tamże) – włoski florecista, dwukrotny medalista igrzysk olimpijskich i mistrzostw świata.
Na igrzyskach olimpijskich w Melbourne w 1956 roku razem z Edoardo Mangiarottim, Manlio Di Rosą, Giancarlo Bergaminim, Antonio Spallino i Vittorio Lucarellim zdobył złoty medal w zawodach drużynowych. Na rozgrywanych cztery lata później igrzyskach olimpijskich w Rzymie Włosi w składzie: Edoardo Mangiarotti, Alberto Pellegrino, Luigi Carpaneda, Mario Curletto i Aldo Aureggi wywalczyli srebrny medal. W zawodach indywidualnych odpadł w ćwierćfinałach.
Podczas mistrzostw świata w Rzymie w 1955 roku Bergamini, Carpaneda, Di Rosa, Lucarelli, Mangiarotti i Spallino zdobyli złoty medal drużynowo. W tej samej konkurencji zdobył też brązowy medal na mistrzostwach świata w Paryżu dwa lata później.
Po zakończeniu kariery szermierczej startował w zawodach żeglarskich. Zginął w wypadku samochodowym, w grudniu 2011 został potrącony przez samochód podczas przechodzenia przez jezdnię.